# Marlboro, Vermont
Marlboro, kommun (town) i Windham County, Vermont, USA med cirka 978 invånare (2000). 
I kommunen finns Marlboro College.

## Historia
Marlboro är uppkallad efter hertigen av Marlborough. Den 29 april 1751 auktoriserades Marlboro som en New Hampshire Land-grant ställd till Timothy Dwight och 64 andra från Northampton, Massachusetts med omnejd. Men det fransk-indianska kriget hindrade uppgörelsen , så stadgan förnyades av guvernör Benning Wentworth den 21 september 1761, sedan åter den 17 april 1764 som New Marlborough. 1763 bildades staden Marlboro, vilken växte snabbt mellan 1764 och 1770 då utvandrare från Massachusetts och Connecticut bosatte sig på platsen.
Trots att området är bergigt så är jorden rik och djup, vilket vilket gjorde att farmarna kunde få goda skördar. År 1859, då folkmängden var 896, bestod samhället nästan uteslutande av jordbrukare. År 1946 grundades Marlboro College av Walter Hendricks för återvändande veteraner från andra världskriget. År 2006 var Marlboro en av de första amerikanska städerna där medborgarna beslutade att stödja kravet på att president George W. Bush borde ställas inför riksrätt.